# 청딱따구리

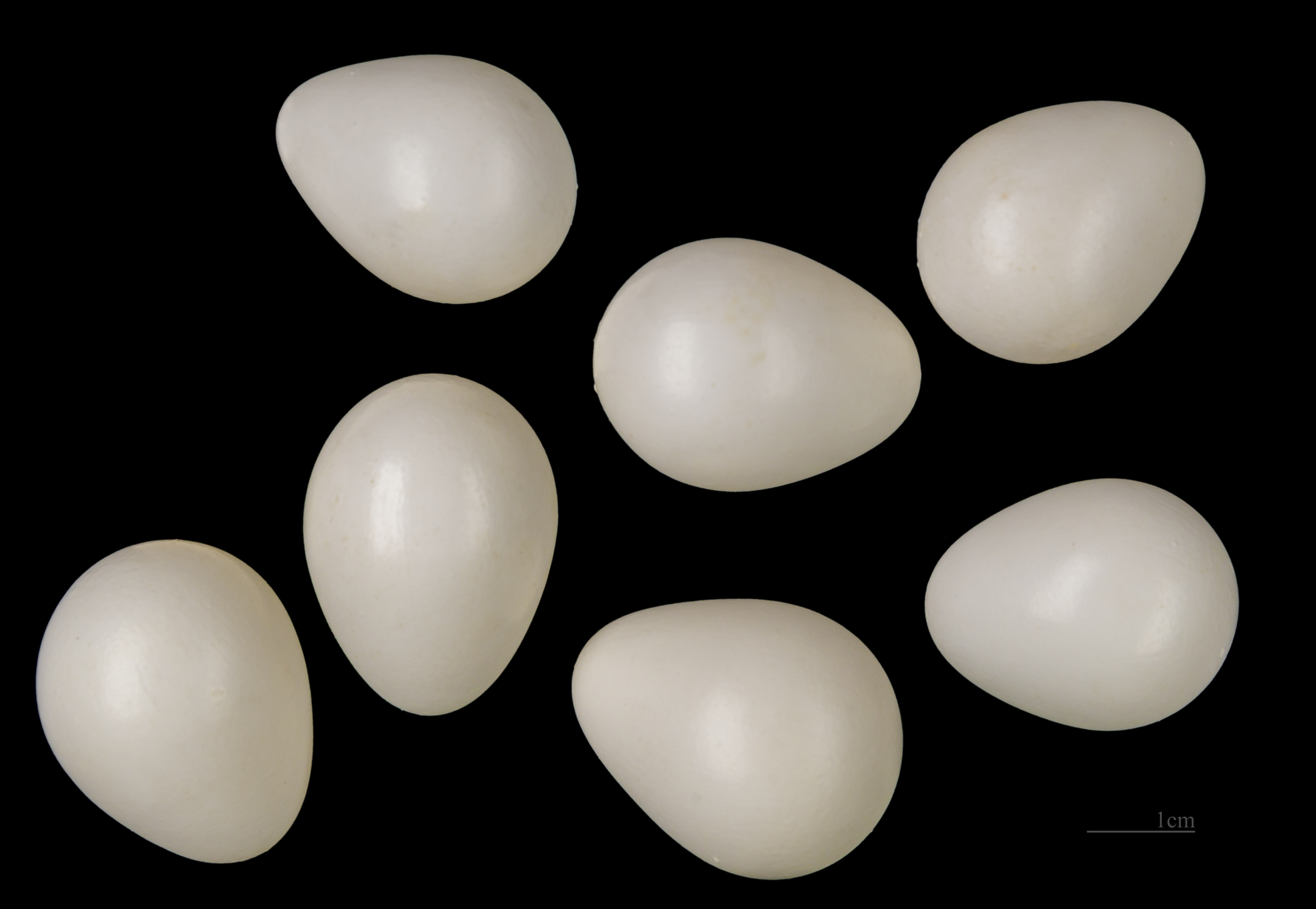
Picus canus

청딱따구리(학명: Picus canus)는 딱따구리목 딱따구리과 청딱따구리속에 속하는 새로서, 한국에서는 텃새이다. 몸 위가 연두색이고, 머리와 몸 아래는 아래는 회색을 띤다. 수컷은 이마가 붉은색이지만, 암컷은 머리와 같이 회색이다. 날개 끝에 갈색과 흰색의 줄무늬가 있으며, 부리 부분부터 눈까지 이어지는 검은 뺨선이 있다.